# Vulpes alopecoides
{{#ifeq:0|0|{{#if:Vulpes alopecoides|{{#if:|[[]}}|[[]]}}}}

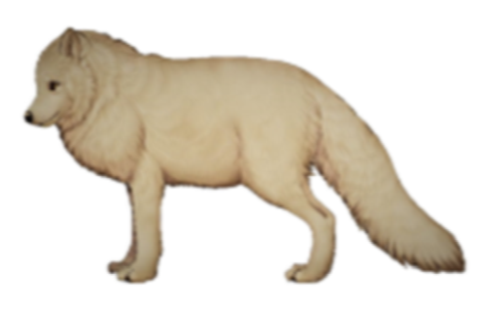
Художнє представлення

Vulpes alopecoides — вид ссавців з родини псових; жив у пліоцені й плейстоцені Європи.